# Tramwaje Warszawskie
Tramwaje Warszawskie Sp. z o.o. (TW) – przedsiębiorstwo zajmujące się organizowaniem komunikacji tramwajowej oraz naprawami i modernizacją infrastruktury torowej na terenie Warszawy. Działa w formie spółki z ograniczoną odpowiedzialnością i jest własnością miasta.

## Historia
Spółka powstała 1 marca 1994 w wyniku podziału majątku Miejskich Zakładów Komunikacyjnych jako zakład budżetowy m.st. Warszawy. 1 stycznia 2003 została przekształcona w jednoosobową spółkę prawa handlowego funkcjonującą pod obecną firmą Tramwaje Warszawskie Sp. z o.o. Właścicielem przedsiębiorstwa jest m. st. Warszawa.
Początkowo siedziba spółki mieściła się w dzierżawionych pomieszczeniach w pałacu Błękitnym przy ul. Senatorskiej 37. W kwietniu 2005 przeprowadziła się do własnych budynków przy ul. Siedmiogrodzkiej 20, na terenie zajezdni tramwajowej Wola.
W sierpniu 2008 między spółką a prezydentem Warszawy Hanną Gronkiewicz-Waltz i dyrektorem Zarządu Transportu Miejskiego Leszkiem Rutą zawarta została umowa wieloletnia na lata 2008–2027 na świadczenie usług przewozowych, która ma umożliwić realizację wielu kosztownych inwestycji, takich jak zakupy nowego taboru czy budowa nowych tras tramwajowych.
W 2009 podpisano „kontrakt stulecia”, w efekcie którego wymieniono ok. 40 proc. starego taboru (186 nowych tramwajów typu Pesa Swing 120Na). Z tego powodu wycofano z eksploatacji codziennej, w styczniu 2013, tramwaje typu Konstal 13N. Koszt dla budżetu miasta wyniósł ok. 1,5 mld zł, a przewidywane dofinansowanie z UE ok. 620 mln zł. Nazwa „kontrakt stulecia” dodatkowo z powodu stosunku kosztu zakupu do dochodu Warszawy (12,98 mld zł dochody zaplanowane na 2013) – ok. 11.56%.
31 grudnia 2012 odbył się ostatni przejazd tramwajem typu 13N. Tak zwane Parówki służyły w Warszawie przez 53 lata (1959–2012). Oficjalne pożegnanie odbyło się 5 stycznia 2013.
W czerwcu 2019 roku przedsiębiorstwo podpisało ze spółką Hyundai Rotem umowę na dostawę 123 nowych tramwajów z opcją na zwiększenie zamówienia o kolejne 90 pojazdów. Wartość kontraktu to 1,825 mld zł netto. Pierwszy tabor ma pojawić się w Warszawie w czerwcu 2021 roku, a wszystkie tramwaje z zamówienia podstawowego do końca kwietnia 2023 roku.
Autorem nawiązującego do tradycji logo Tramwajów Warszawskich jest Leszek Rudnicki.

## Zakres działalności
Głównym zadaniem spółki jest prowadzenie przewozów tramwajowych na terenie Warszawy, a w szczególności:
- eksploatacja taboru tramwajowego,
- zakup, wymiana i naprawa taboru tramwajowego,
- inwestycje w infrastrukturę tramwajową (budowa nowych tras, remonty, bieżące naprawy)[9].

Dochód spółki generowany jest zarówno poprzez świadczenie usług przewozowych na podstawie umowy z Zarządem Transportu Miejskiego w Warszawie, jak i działalność pozaprzewozową.

## Tabor
Aktualnie używany tabor przez tramwaje warszawskie to tramwaje typów: 105Na (Konstal Chorzów) i jego pochodne (m.in. 105Nb, 105Nf itd.), 112N (Konstal Chorzów), 116N (Alstom Konstal), 105N2k/2000 (Alstom Konstal), 120N Tramicus (Pesa Bydgoszcz), 120Na Swing i 120NaDuo Swing Duo (Pesa Bydgoszcz), 123N (HCP), 128N Jazz Duo, 134N Jazz (Pesa Bydgoszcz), 140N, 141N i 142N (HRC).
13 czerwca 2010 roku wyjechał na trasę pierwszy ze składów typu 120Na Swing. Wszystkie 186 sztuk tego modelu zostało dostarczonych do 21 listopada 2013 roku i zastąpiły one najstarsze pojazdy typu 13N i dużą część wagonów z rodziny 105N.
14 grudnia 2021 wyjechał na trasę pierwszy ze składów typu 140N. 9 lipca 2022 wyjechał na trasę pierwszy ze składów typu 141N. 21 maja 2023 zadebiutował pierwszy ze składów typu 142N.

### Tramwaje wysokopodłogowe

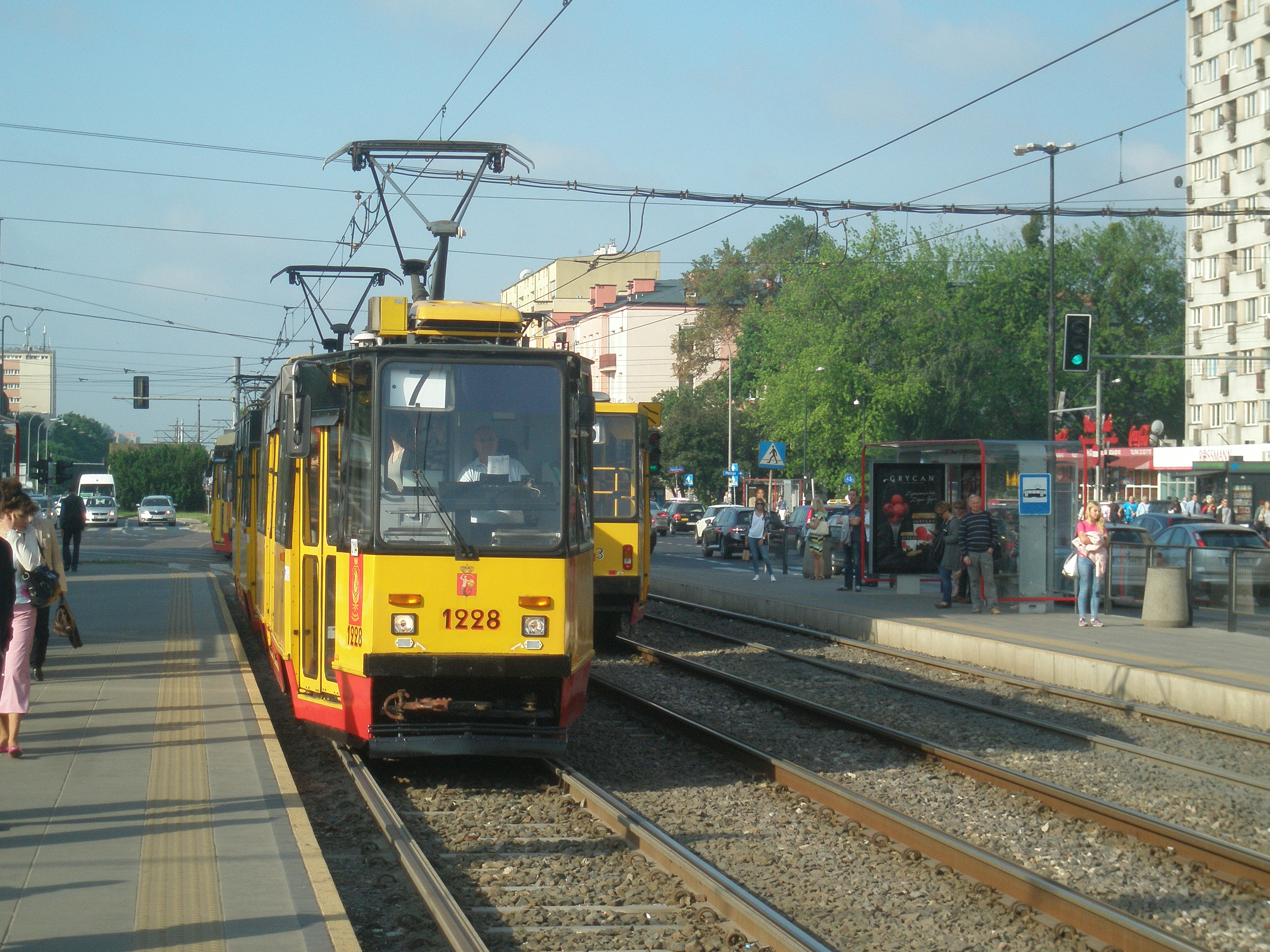
105Na
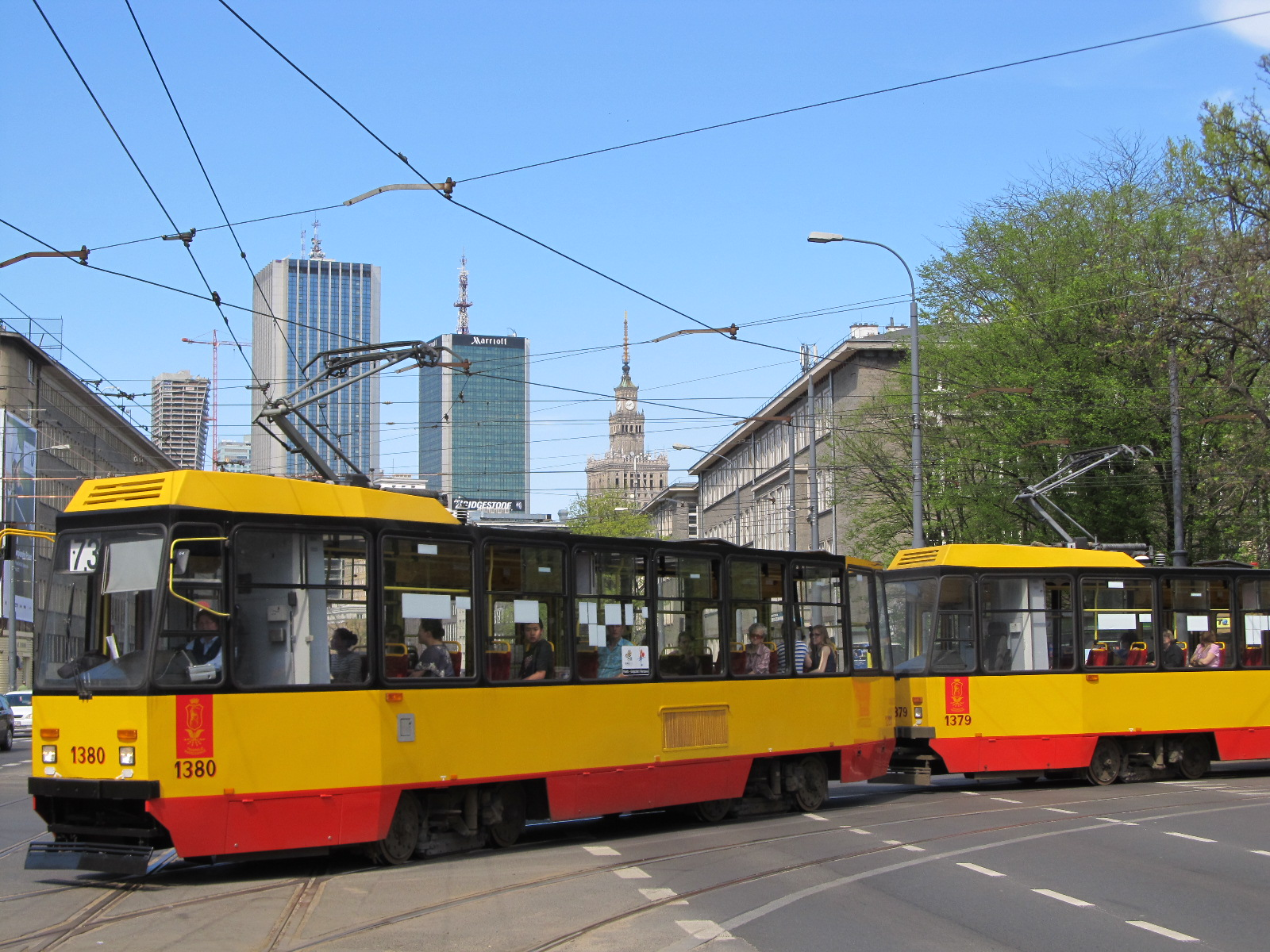
105Nb
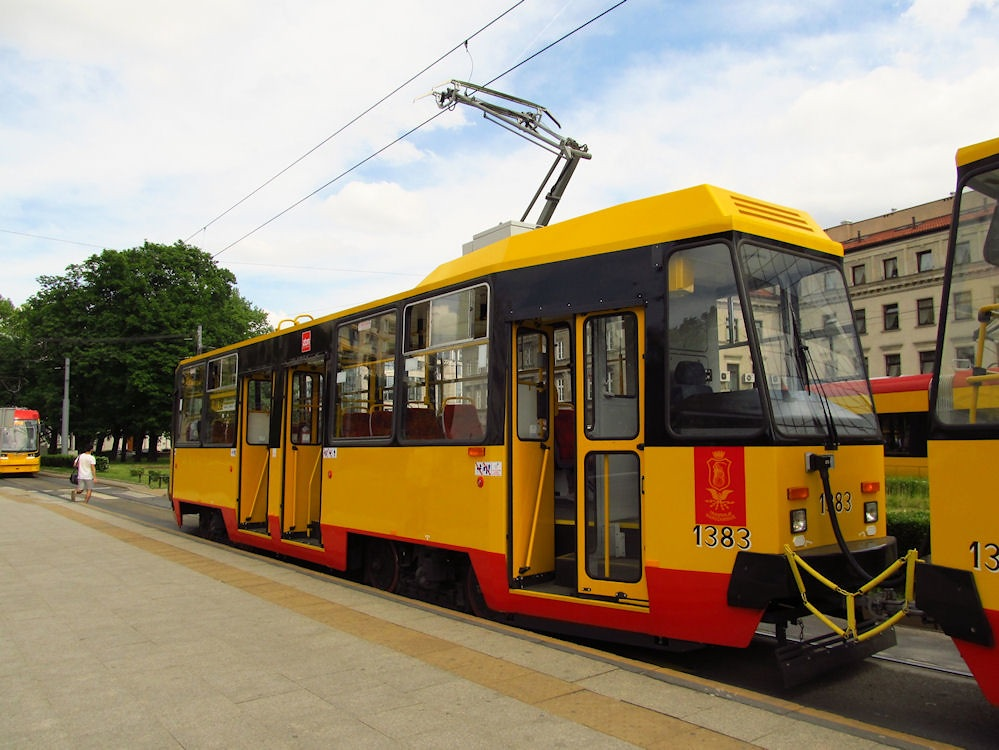
105Nb/e
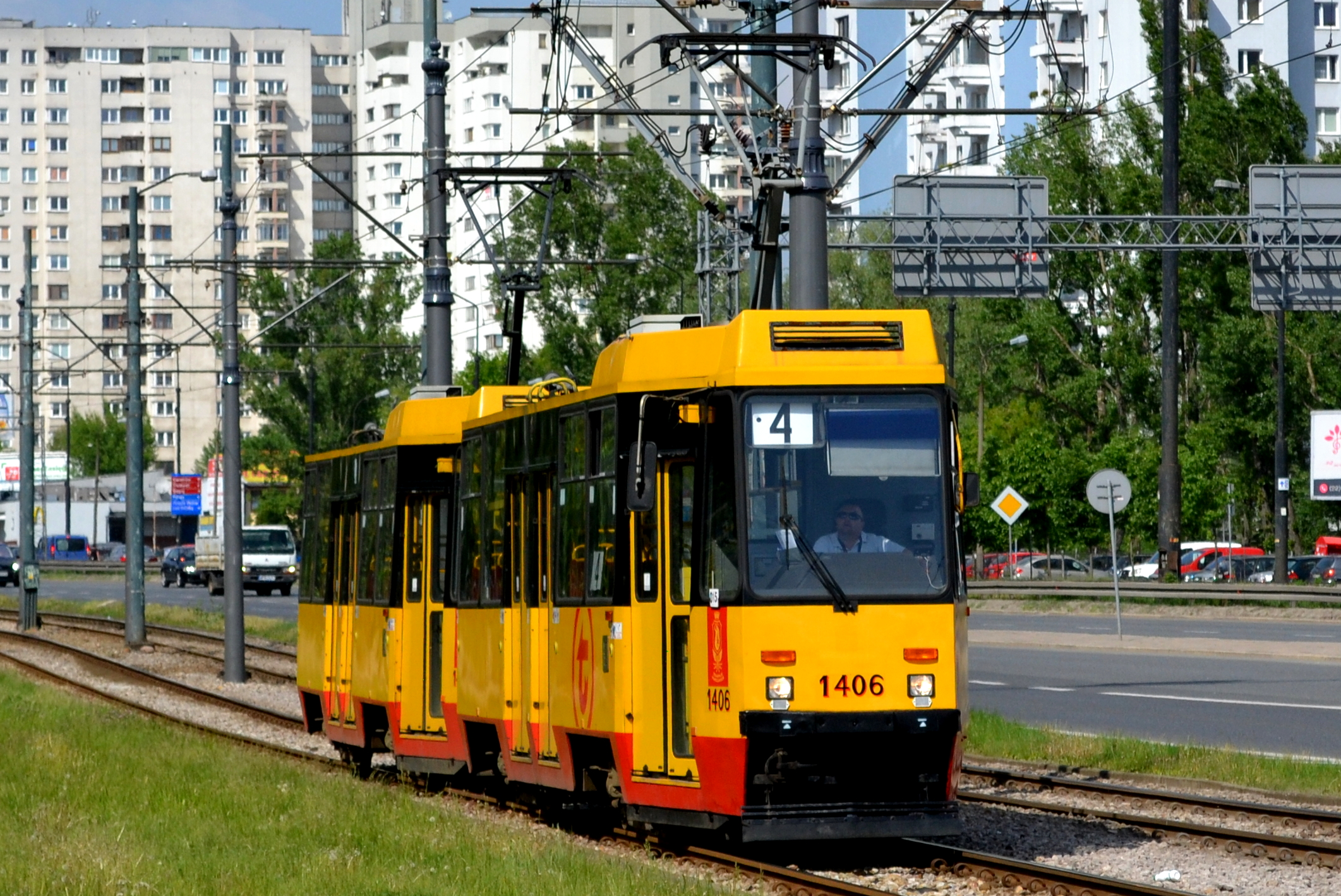
105Ne
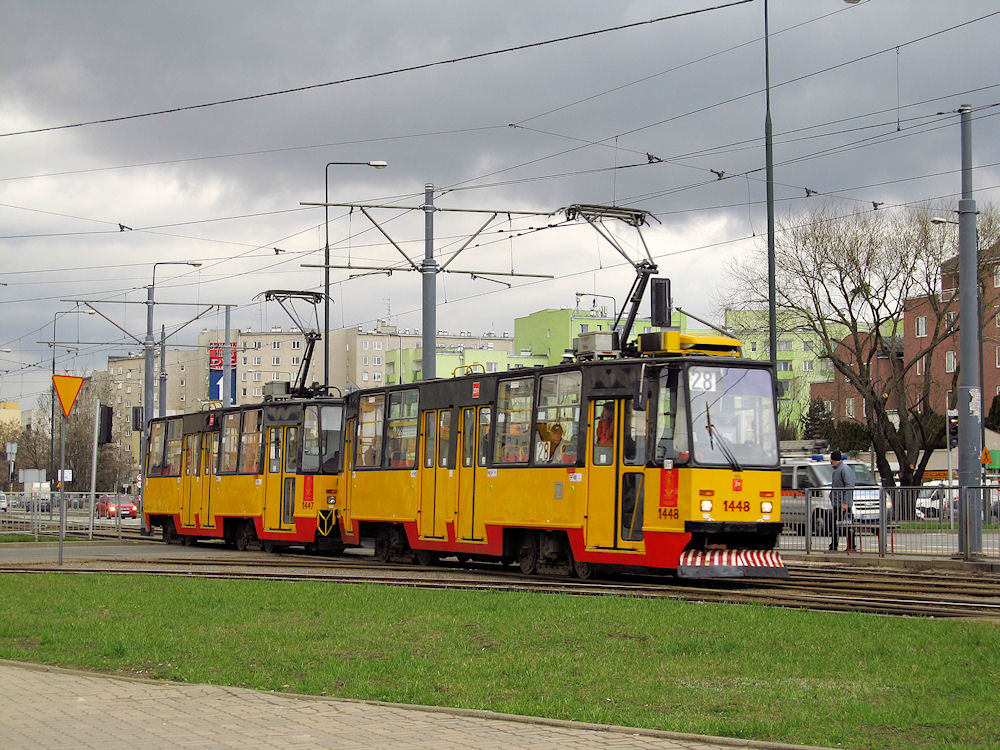
105Nf
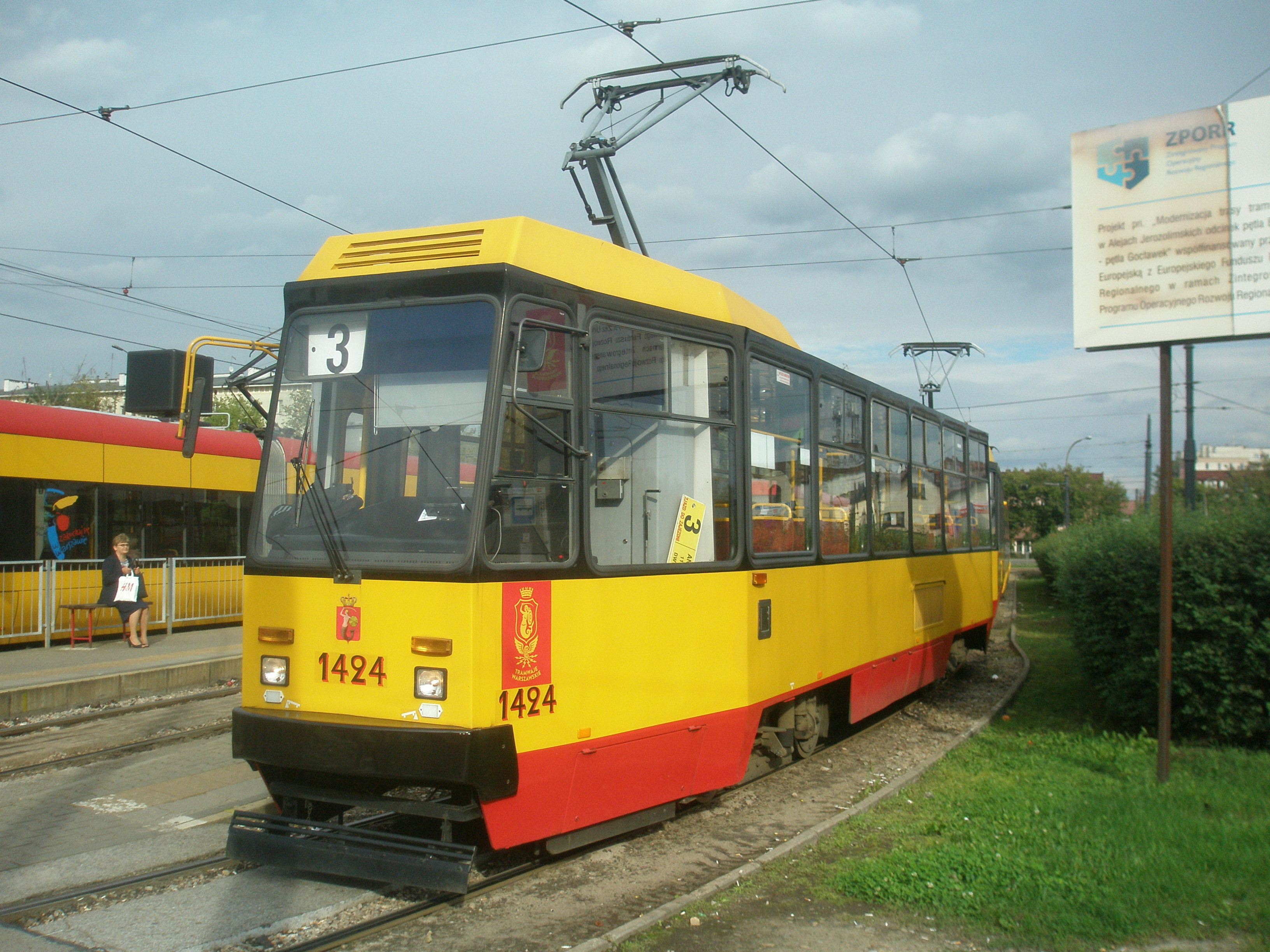
105Ng
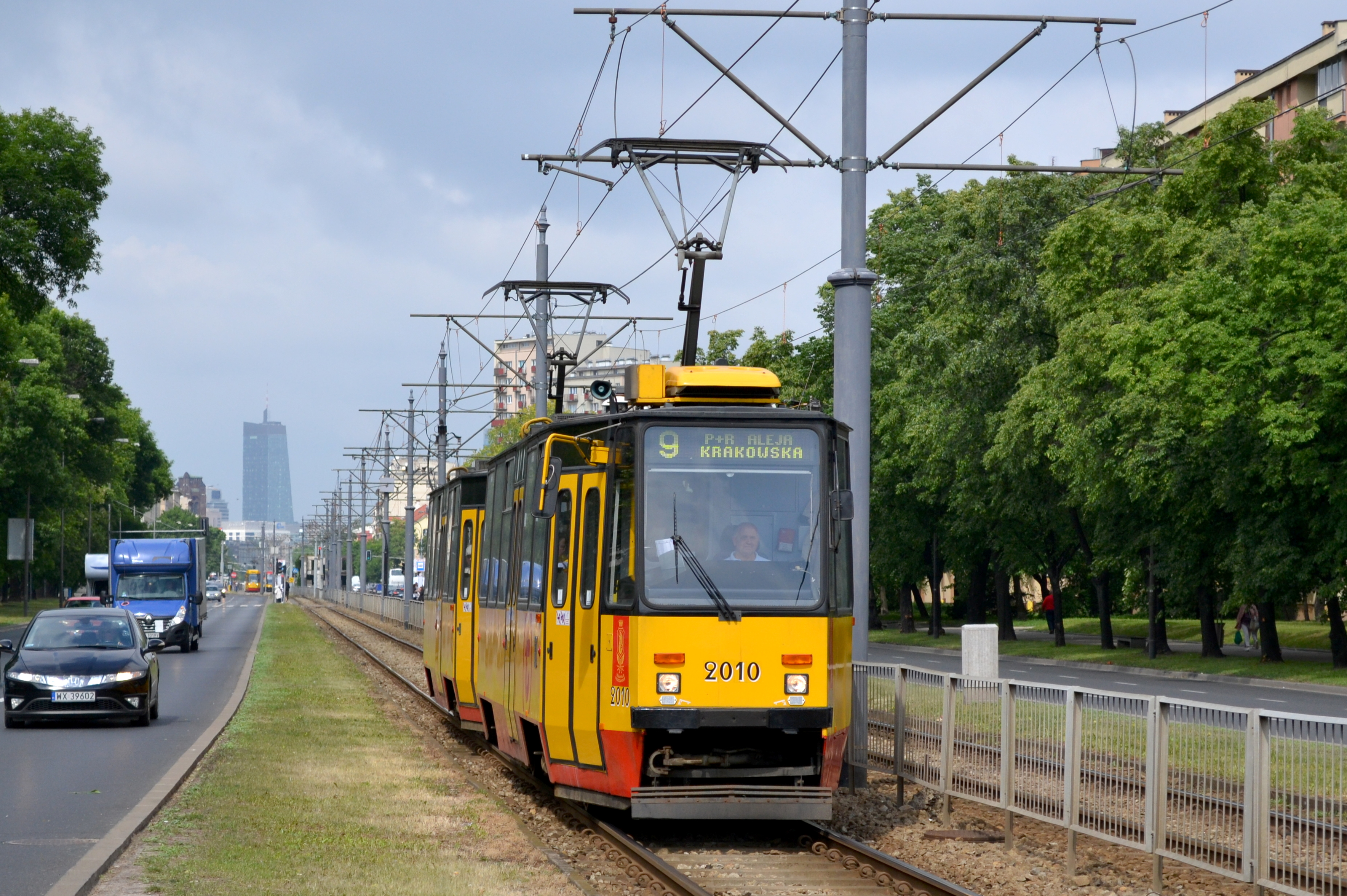
105Ni
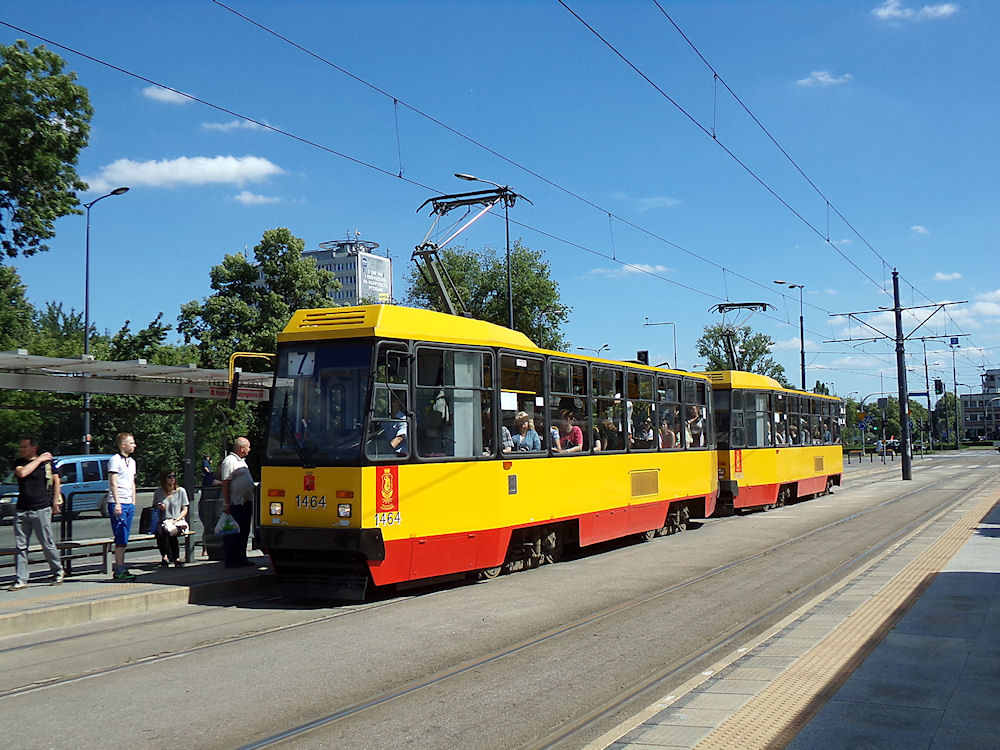
105Nm
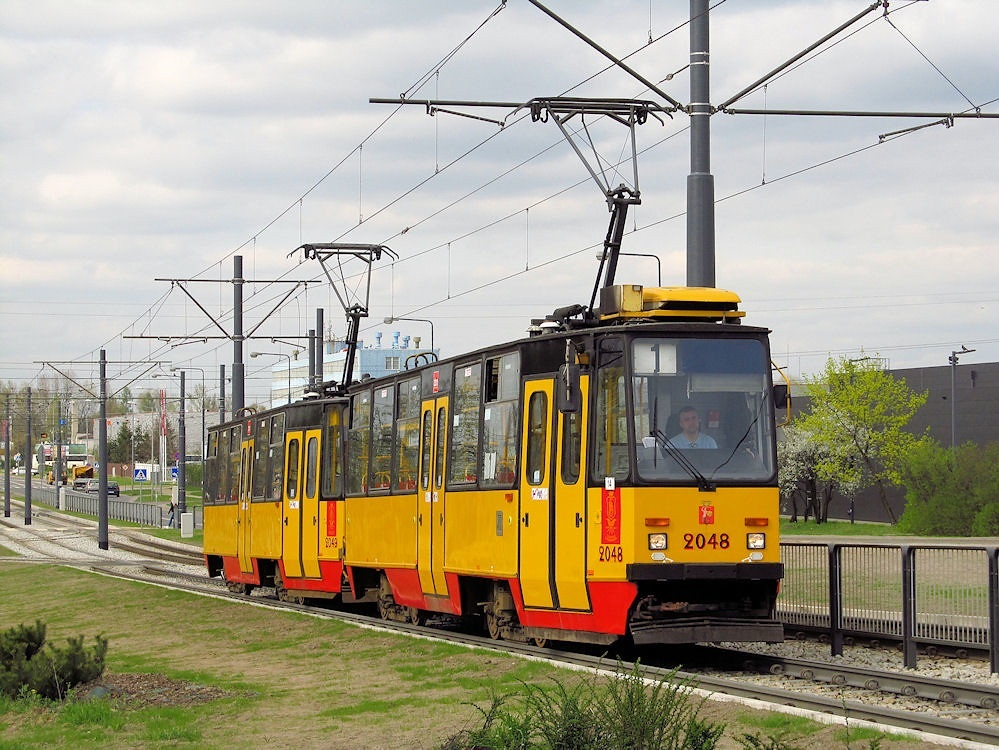
105N2k
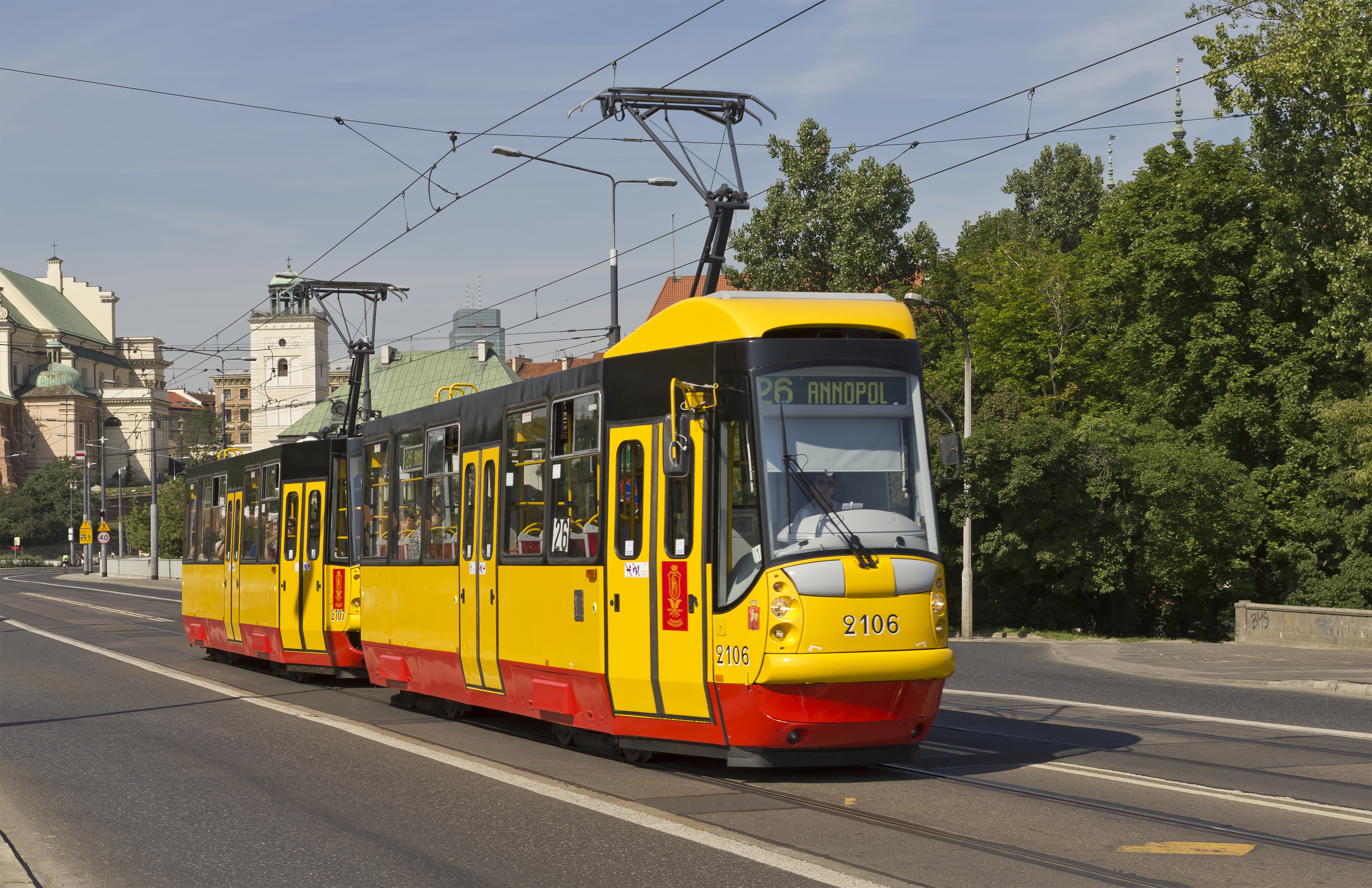
105N2k/2000
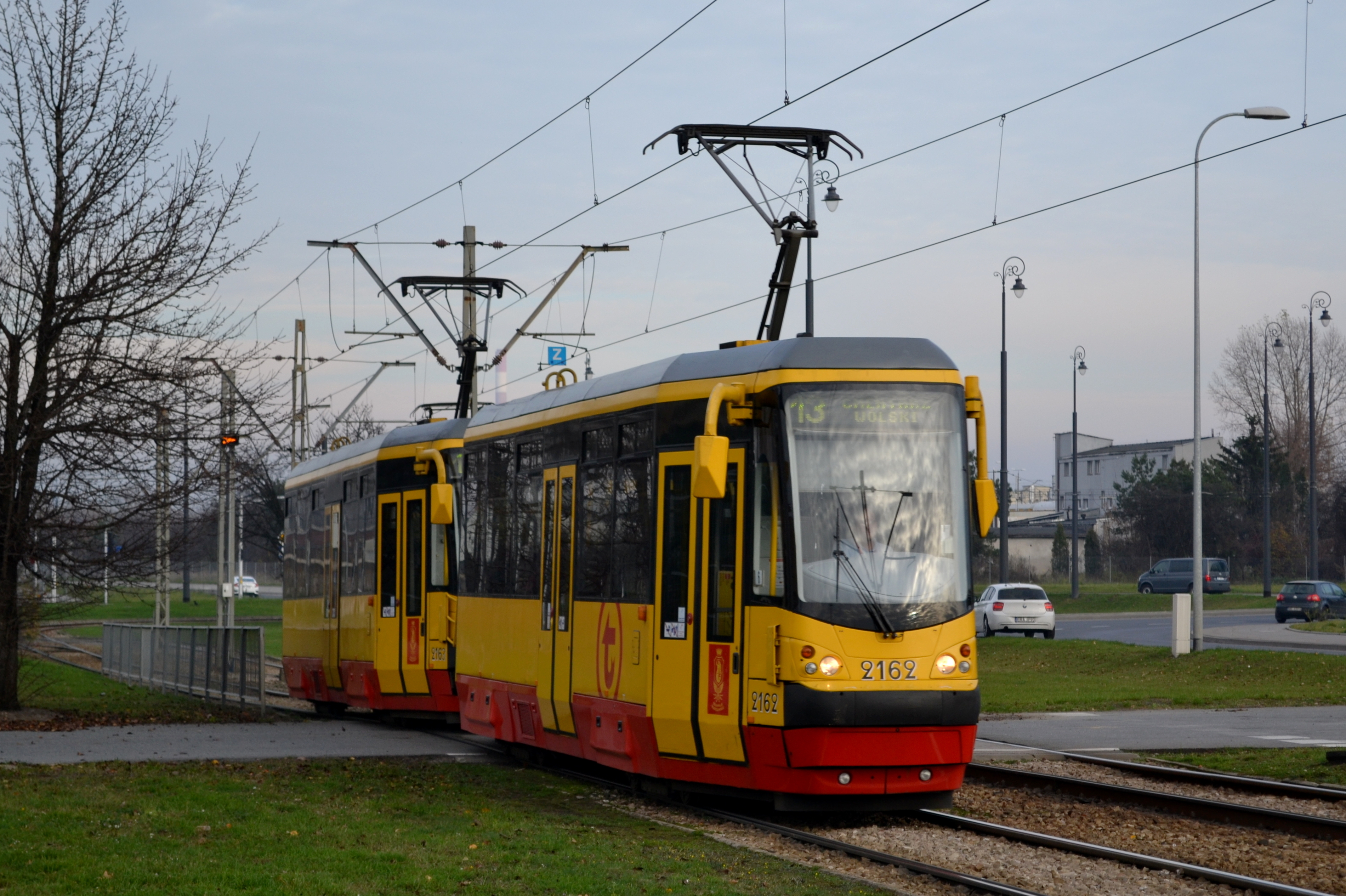
123N

### Tramwaje niskopodłogowe

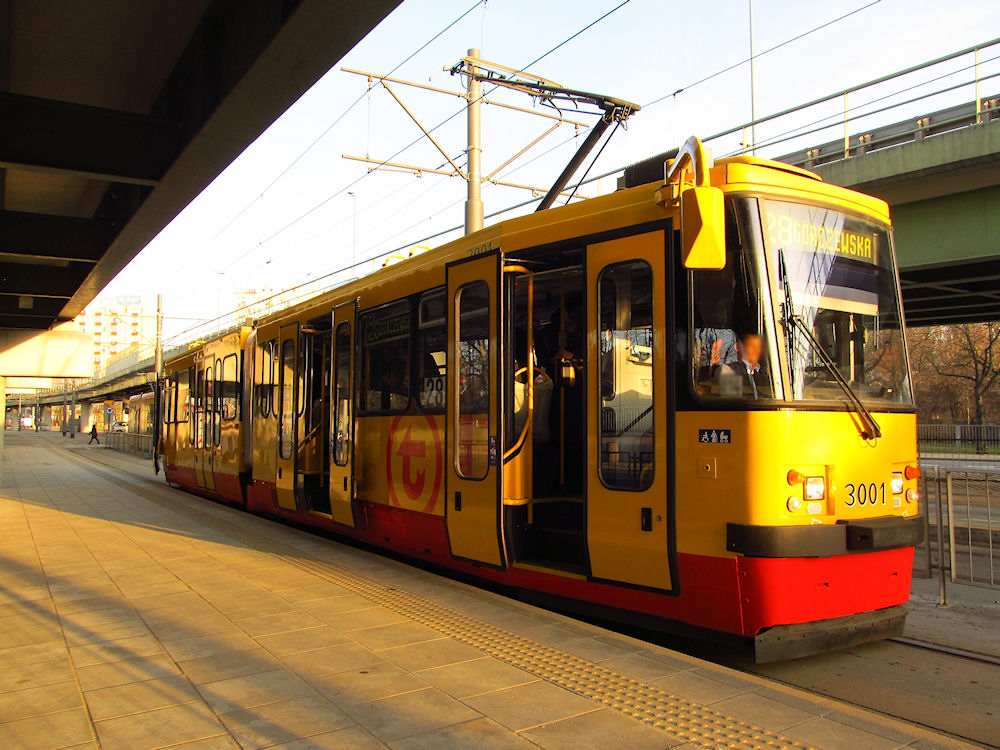
112N
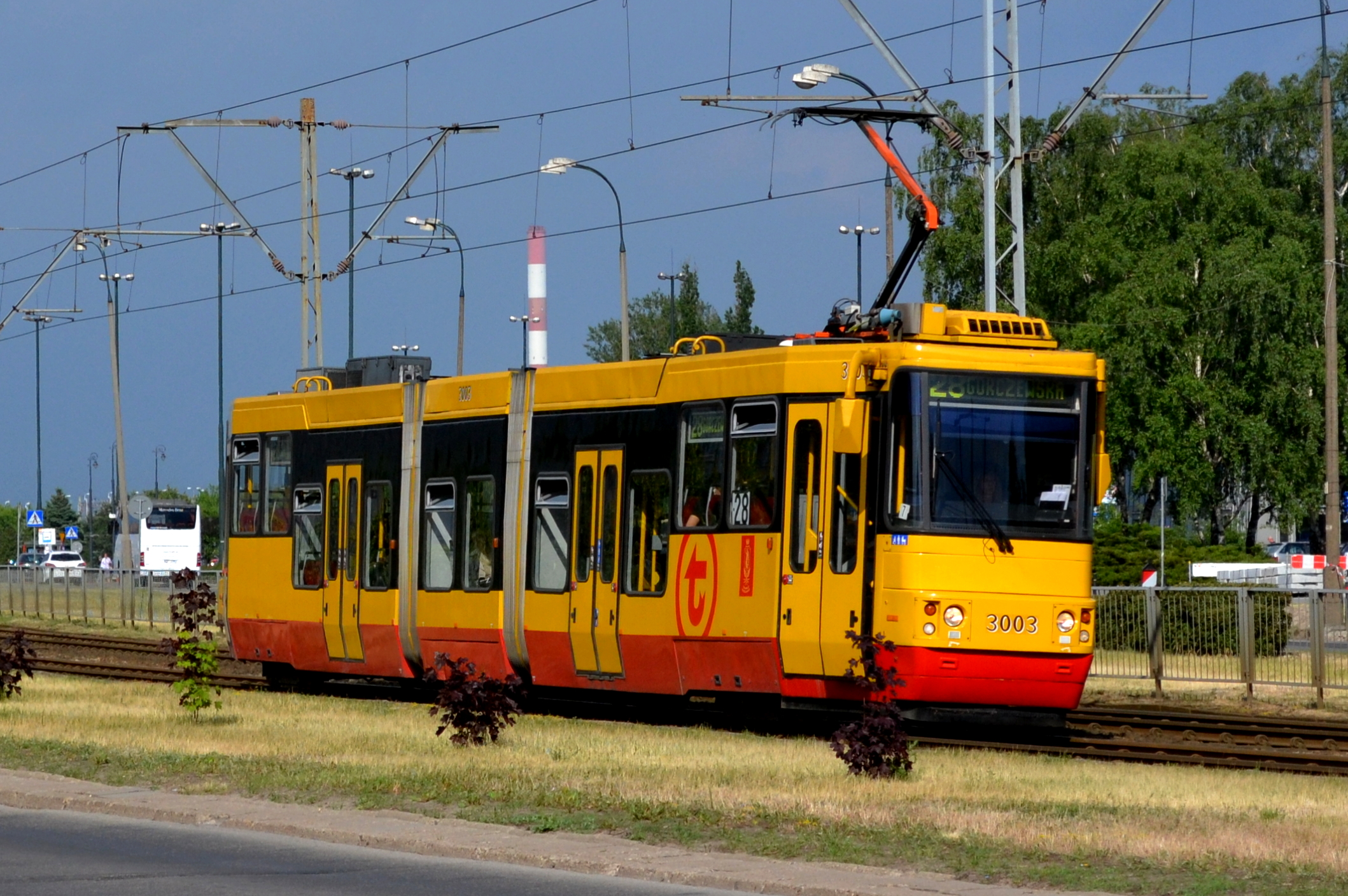
116Na
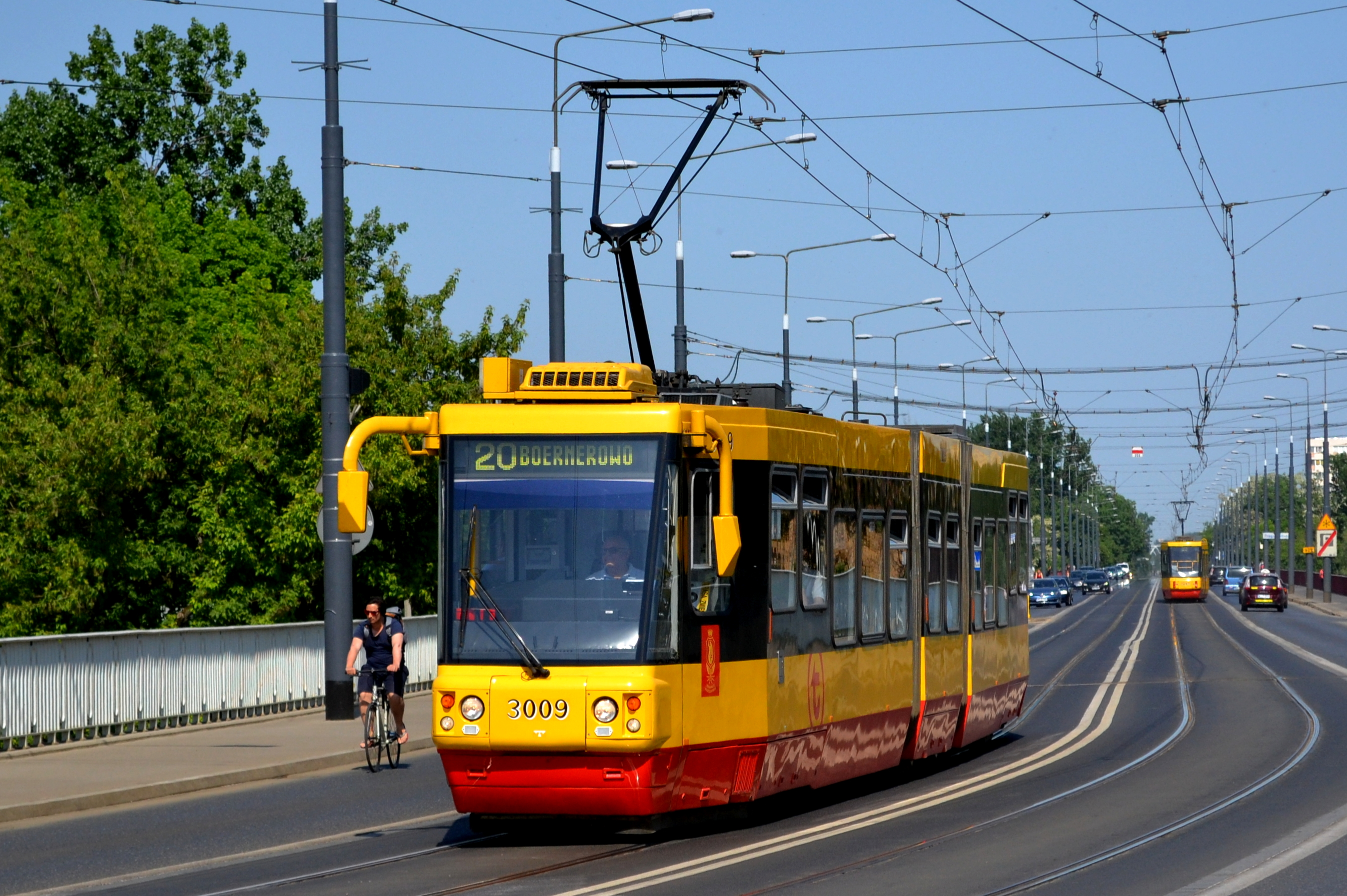
116Na/1
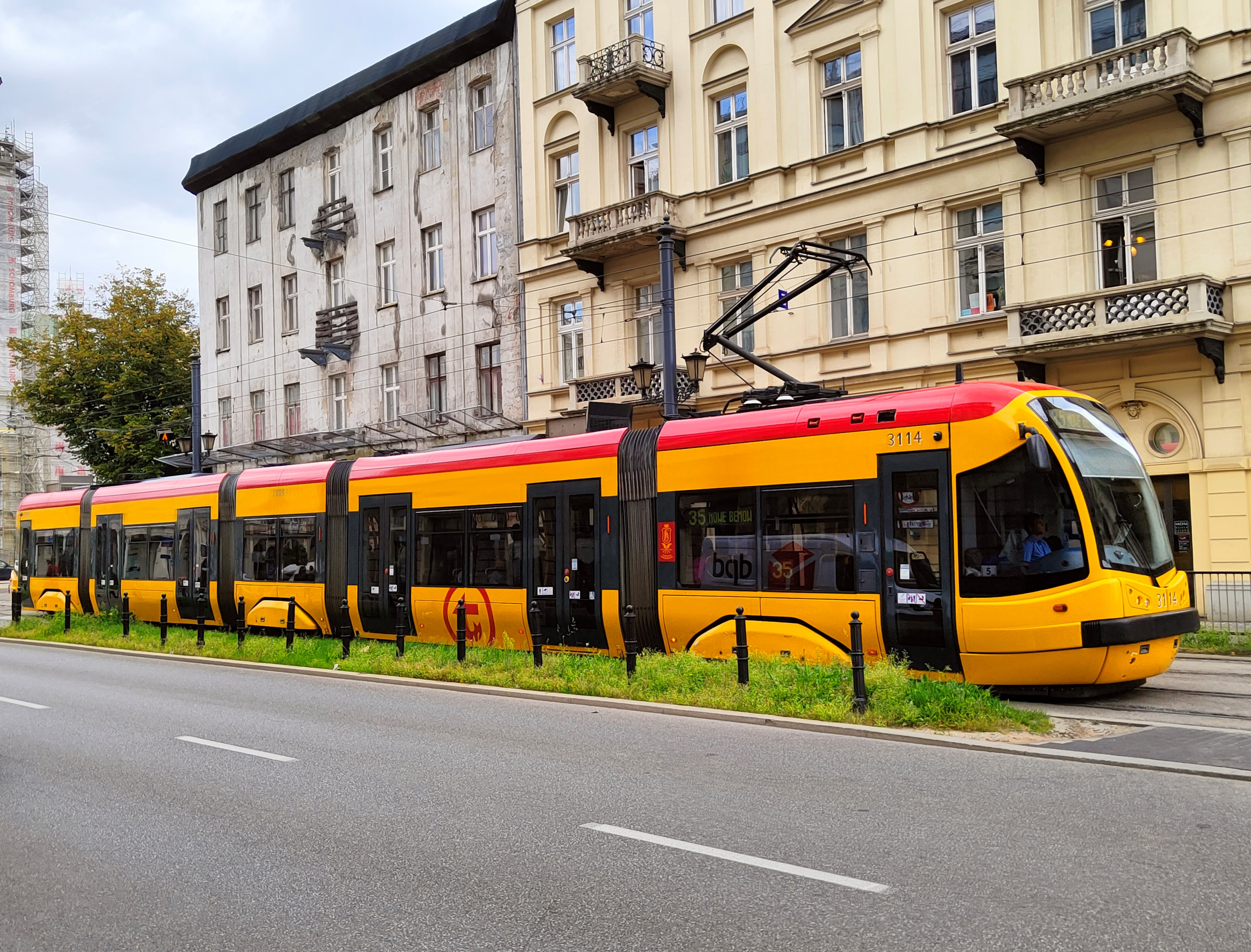
120N Tramicus
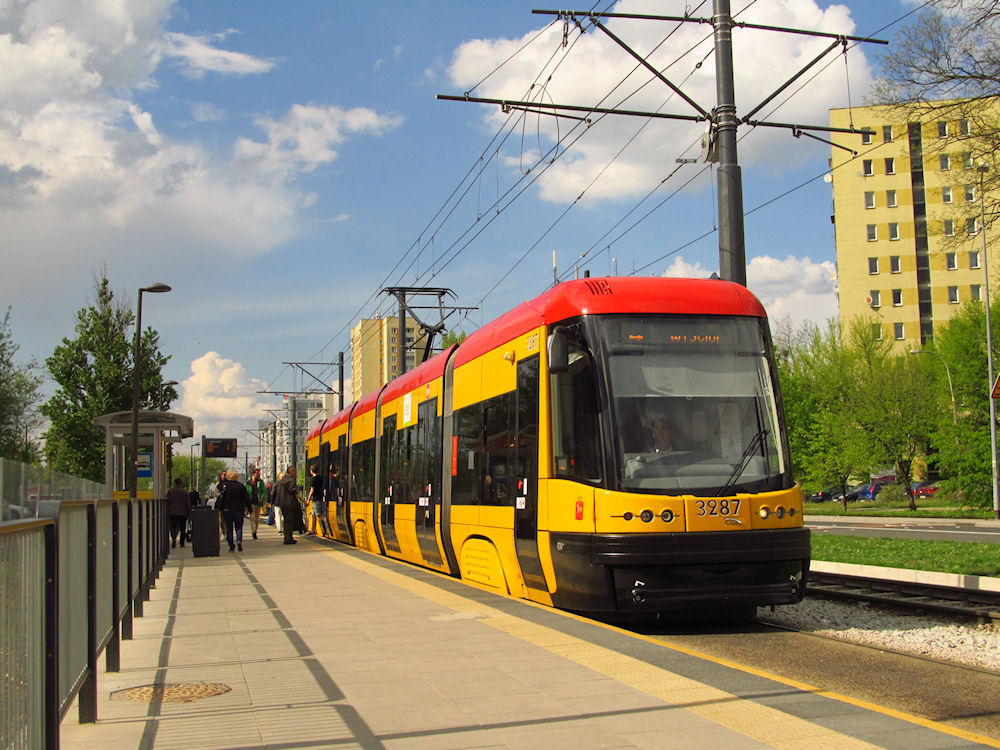
120Na Swing
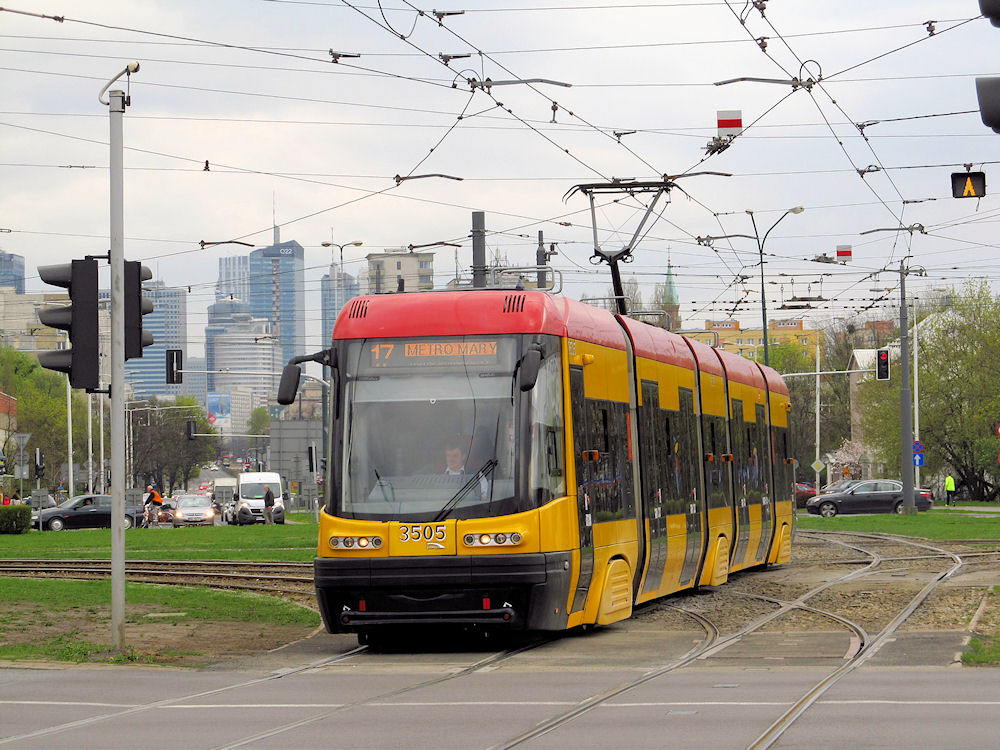
120Na Swing Duo
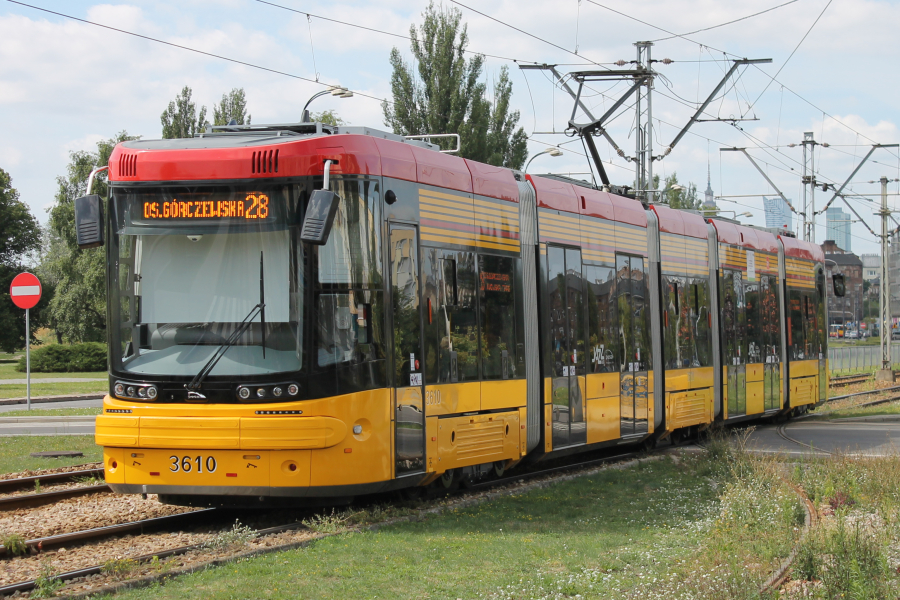
128N Jazz Duo
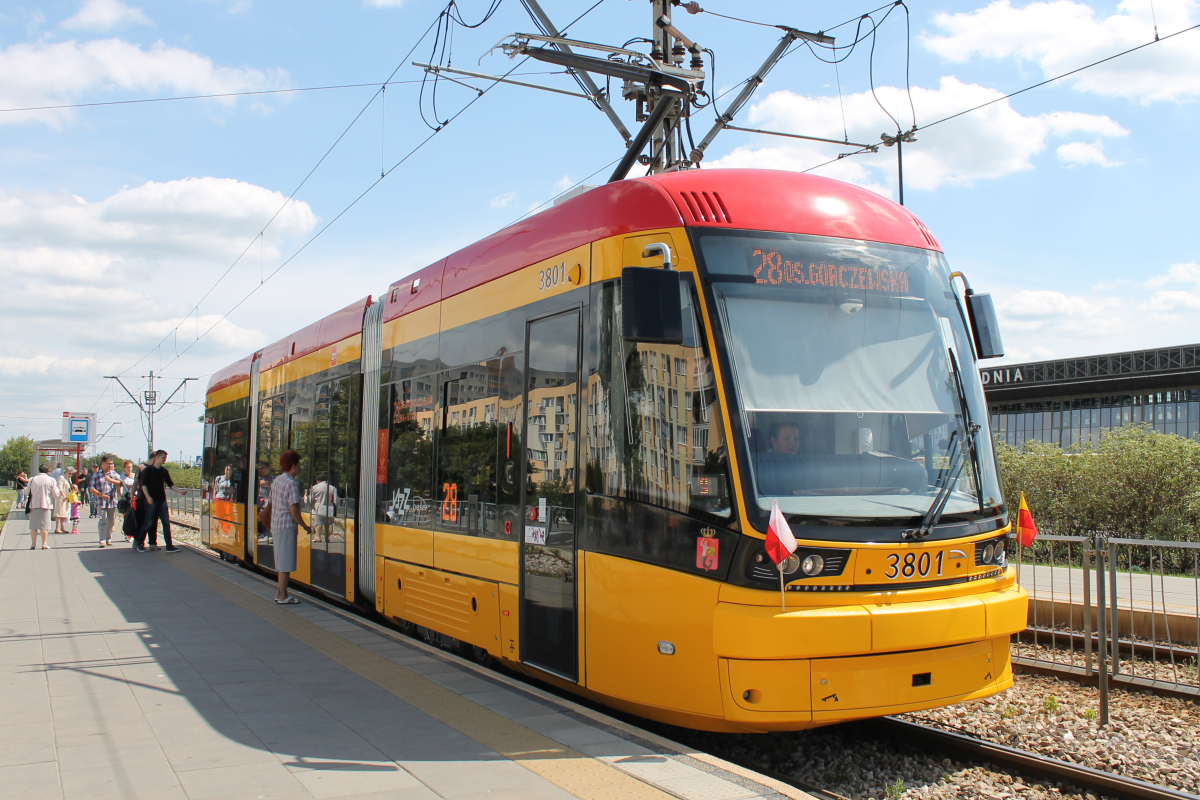
134N Jazz
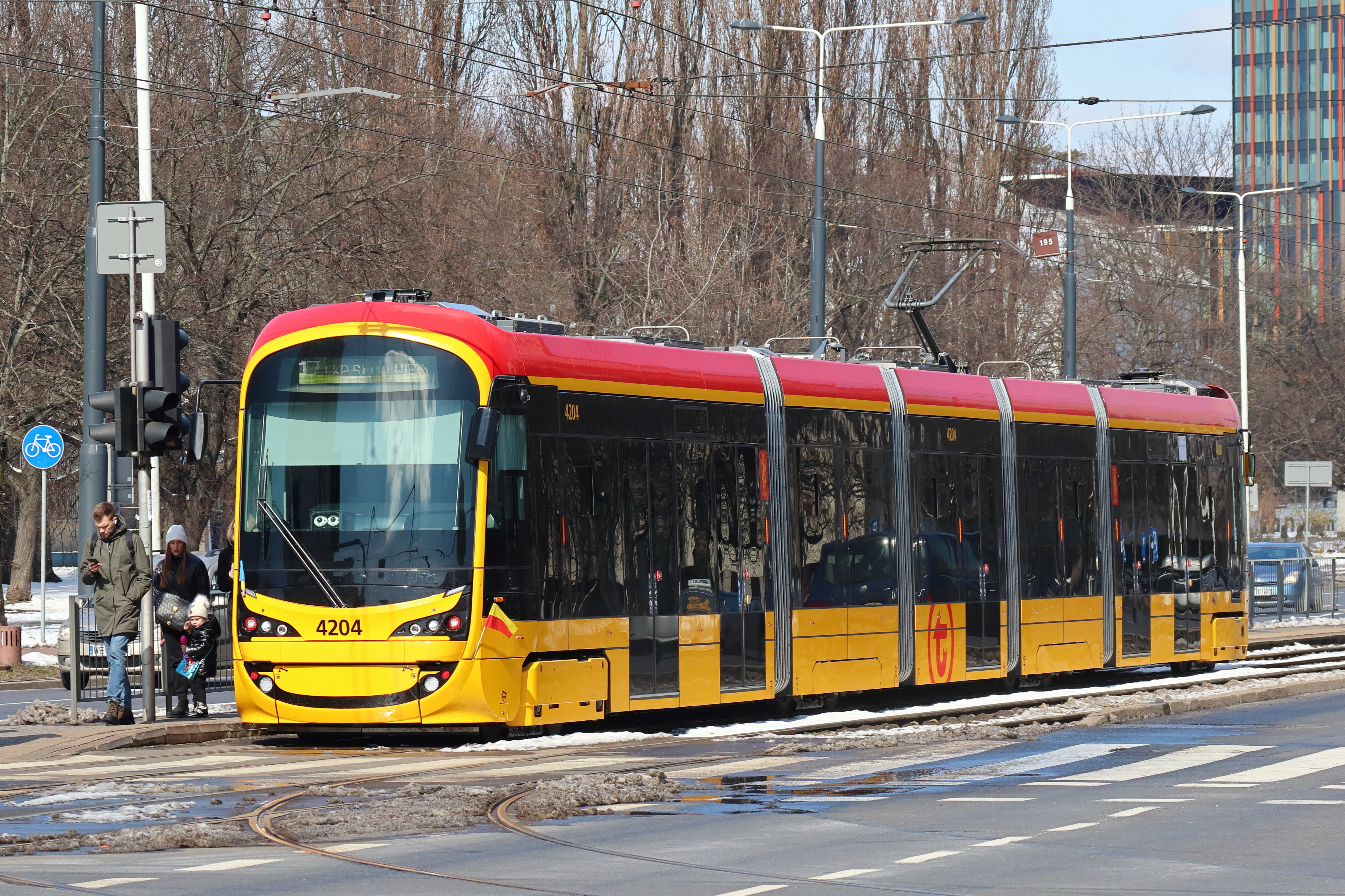
140N
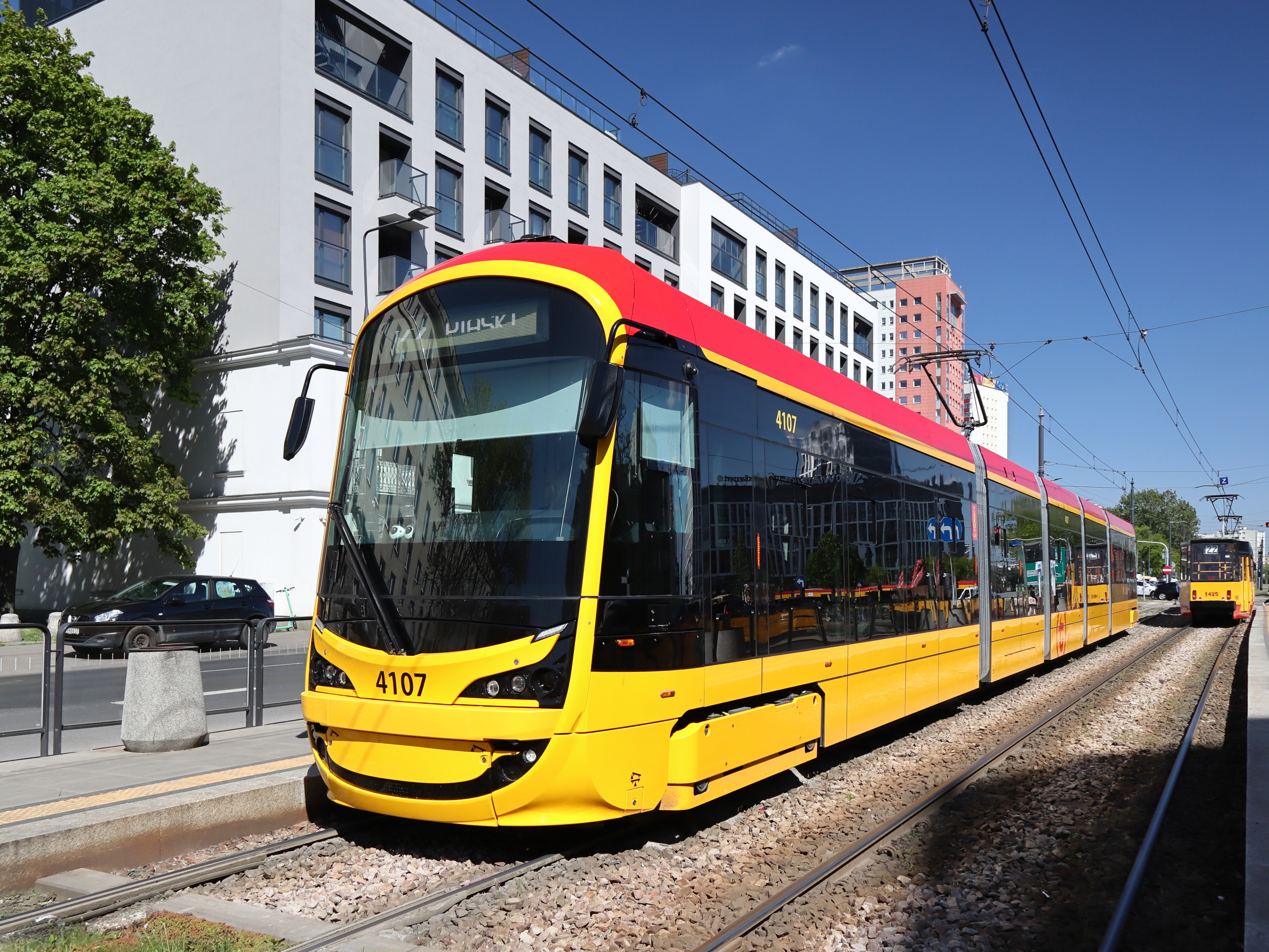
141N
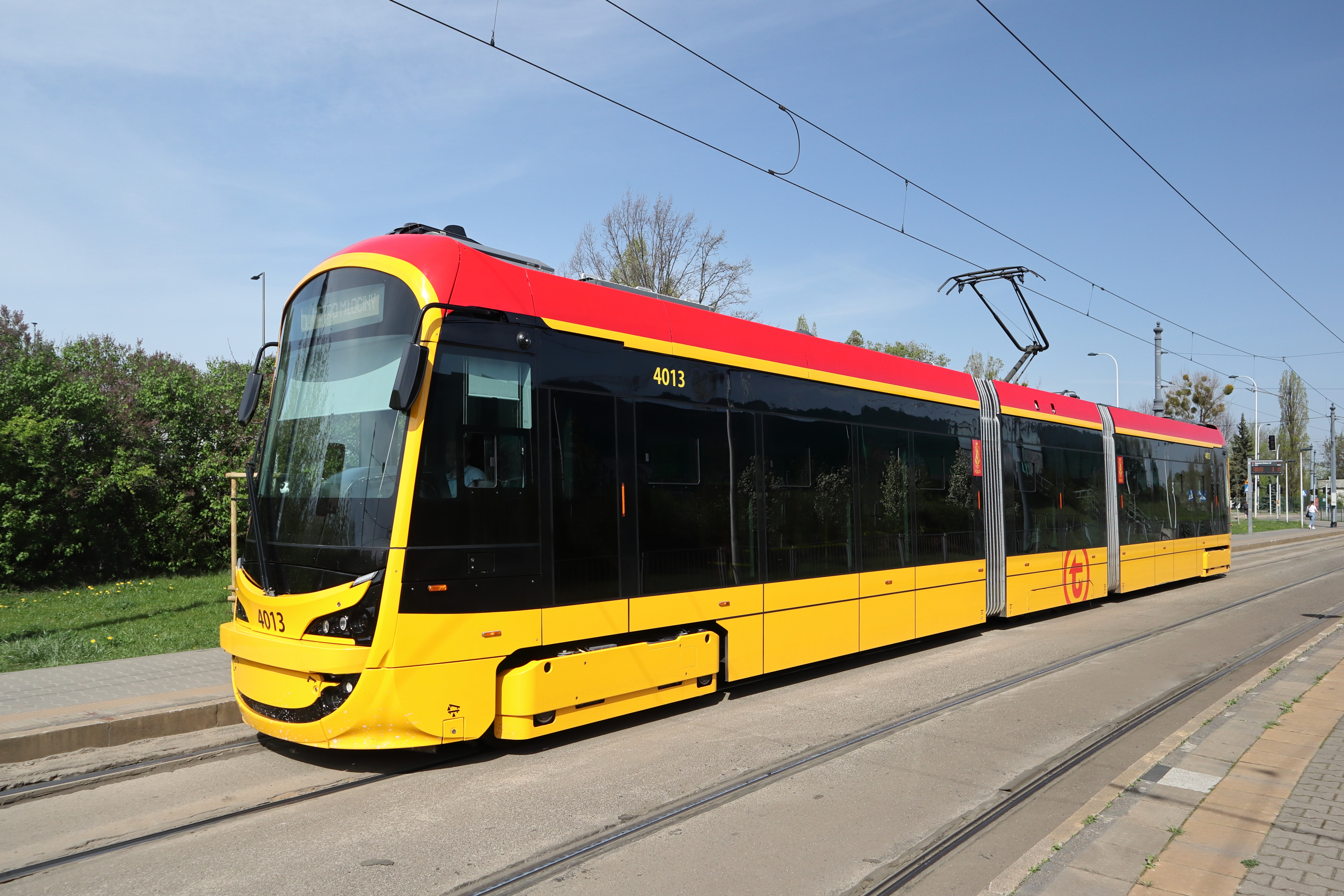
142N